# Ceratophora tennentii
Ceratophora tennentii е вид влечуго от семейство Агамови (Agamidae). Видът е застрашен от изчезване.

## Разпространение и местообитание
Разпространен е в Шри Ланка.
Обитава гористи местности, планини и възвишения в райони с тропически климат.